# Mount Churchill
Mount Churchill är en stratovulkan i Saint Eliasbergen och i Wrangell Volcanic Field i östra Alaska. Mount Churchill och sin högre granne Mount Bona omkring 3 km längre åt sydväst är båda stora isbelagda stratovulkaner. Mount Churchill är den fjärde högsta vulkanen i USA och den sjunde högsta i Nordamerika.
Mount Churchill blev bestiget för första gången den 20 augusti 1951 av R. Gates och J. Lindberg men var vid den tiden bara en satellit-vulkan till Mount Bona. Mount Churchill blev namngivet 1965 av Alaska Legislature efter Winston Churchill.